# Liste der Nationalstraßen in Benin
Diese Liste der Nationalstraßen in Benin gibt einen Überblick über das hochrangige Fernstraßennetz von Benin.

## Nationalstraßen
| Kurz | Name  | Verlauf                                | Länge  |
| ---- | ----- | -------------------------------------- | ------ |
|      | RN 1  | Ouidah – Allada                        | 37 km  |
|      | RN 2  | Comé – Aplahoué                        | 81 km  |
|      | RN 3  | Sakété – Kétou                         | 100 km |
|      | RN 4  | Massé – Akpro-Misserete                | 100 km |
|      | RN 5  | Tchaourou – Beterou                    | 55 km  |
|      | RN 6  | Djougou – Nikki                        | 180 km |
|      | RN 7  | Guessou-Sud – Kouandé                  | 120 km |
|      | RN 8  | Djougou – Banikoara                    | 210 km |
|      | RN 9  | Tanguieta – Bansalé – Grenze nach Togo | 65 km  |
|      | RN 10 | Ségbana – Bessassi                     | 88 km  |

## Nationalstraßen (Internationale Routen)
| Kurz | Name   | Verlauf                                                                       | Länge  |
| ---- | ------ | ----------------------------------------------------------------------------- | ------ |
|      | RNIE 1 | Grenze nach Nigeria – Bédo – Cotonau – Ouidah – Grand Popo – Grenze nach Togo | 180 km |
|      | RNIE 2 | Cotonou – Savé – Parakou – Malanville – Grenze nach Niger                     | 750 km |
|      | RNIE 3 | Dassa Zoumé – Djougou – Porga – Grenze nach Burkina Faso                      | 448 km |
|      | RNIE 4 | Grenze nach Togo – Abomey – Kétou – Grenze nach Nigeria                       | 160 km |
|      | RNIE 5 | Doume – Savé – Okio – Grenze nach Nigeria                                     | 150 km |
|      | RNIE 6 | Grenze nach Togo – Djougou – Parakou – Yashikela – Grenze nach Nigeria        | 300 km |
|      | RNIE 7 | Grenze nach Nigeria – Segbana – Kandi – Grenze nach Burkina Faso              | 22 km  |